# 400 p.n.e.
| [ Edytuj tabelę ] |                                                                          |
| Władca Chin       | - 402 p.n.e. Anwang 376 p.n.e.                                           |
| Władca Egiptu     | - 404 p.n.e. Amyrtajos 399 p.n.e.                                        |
| Król Elimei       | - 405 p.n.e. Sirras 385 p.n.e.                                           |
| Król Epiru        | - 430 p.n.e. Tarypas 390 p.n.e.                                          |
| Król Kartaginy    | - 406 p.n.e. Himilkon Magonida 396 p.n.e.                                |
| Król Linkos       | - 430 p.n.e. Arrabajos I 400 p.n.e. - 400 p.n.e. Arrabajos II 365 p.n.e. |
| Król Macedonii    | - 413 p.n.e. Archelaos I 399 p.n.e.                                      |
| Król Paflagonii   | - 400 p.n.e. Korylas 395 p.n.e.                                          |
| Władca Persji     | - 404 p.n.e. Artakserkses II 358 p.n.e.                                  |
| Król Sparty       | - 409 p.n.e. Pauzaniasz 395 p.n.e. - 427 p.n.e. Agis II 398 p.n.e.       |
| Król Sydonu       | - 401 p.n.e. Baalszalim II 366 p.n.e.                                    |
| Król Syngalezów   | - 437 p.n.e. Pandukabhaya 367 p.n.e.                                     |
| Tyran Syrakuz     | - 405 p.n.e. Dionizjos I 367 p.n.e.                                      |
| Król Tracji       | - 405 p.n.e. Seutes II 387 p.n.e.                                        |

Rok 400 p.n.e.
stulecia: V wiek p.n.e. ~
IV wiek p.n.e. ~
III wiek p.n.e.

lata: 410 p.n.e. «
404 p.n.e. «
403 p.n.e. «
402 p.n.e. «
401 p.n.e. «
400 p.n.e. »
399 p.n.e. »
398 p.n.e. »
397 p.n.e. »
396 p.n.e. »
390 p.n.e.

## Wydarzenia

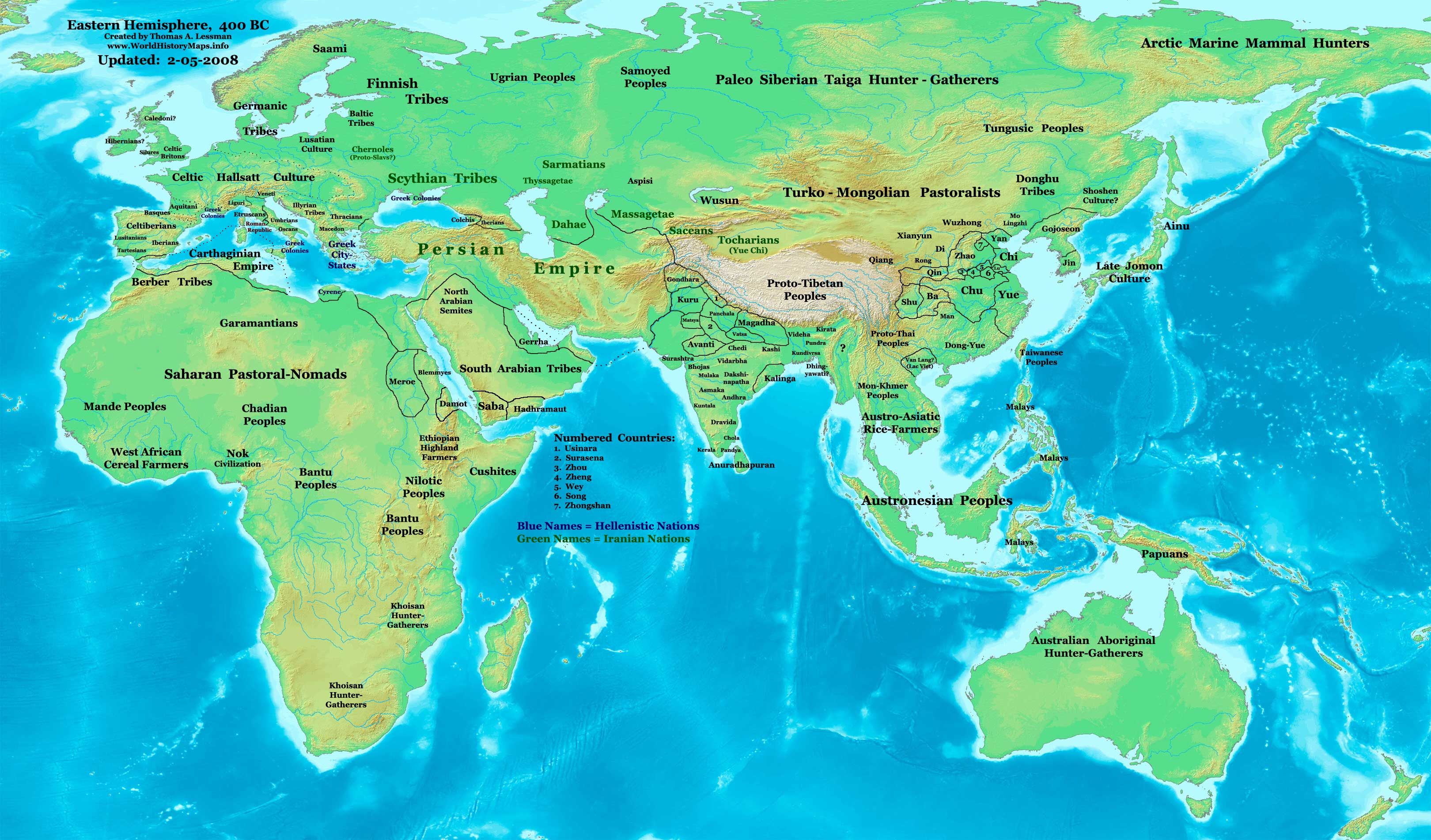
Granice państw i kultur 400 p.n.e.

- Ludność świata wynosiła około 162 mln osób[1].

Europa
- Helweci zasiedlili obszar dzisiejszej Szwajcarii.
- Na terytorium dzisiejszych Czech przybyło celtyckie plemię Bojów (od nich pochodzi łacińska nazwa kraju Bohemia).
- Rozpoczął się tzw. okres lateński kultury celtyckiej.

Azja
- W lankijskim mieście Anuradhapura zbudowano wciąż istniejący zbiornik wodny Abhayavapi.

## Urodzili się
- Antypater, macedoński dowódca (data przybliżona; zm. 319 p.n.e.).
- Eforos z Kyme, grecki historyk (data przybliżona; zm. 330 p.n.e.).

## Zmarli
- Aspazja, żona lub kochanka Peryklesa.
- Tukidydes, grecki historyk (data przybliżona; ur. ≈460 p.n.e.).